# Croton margaritensis
Espèce
Classification APG II (2003)
Croton margaritensis est une espèce de plantes à fleurs du genre Croton et de la famille Euphorbiaceae présente au Venezuela.